# Komodo vs. Cobra
Komodo vs. Cobra  è un film horror fantascientifico statunitense del 2005 diretto da Jim Wynorski. Il film rappresenta il seguito di La maledizione di Komodo del 2004.

## Trama
Alcuni ambientalisti, guidati dal riluttante capitano Stoddard, si recano su un'isola abitata da mostri giganteschi, tra cui un drago di Komodo e un cobra gigante. Qui incontrano Susan Richardson, figlia di uno degli scienziati responsabili delle derive genetiche dei mostruosi esseri presenti sull'isola. La giovane spiega al gruppo che la vera responsabilità è dei militari che hanno forzato il padre a provare i suoi esperimenti, inizialmente diretti solo ai vegetali, anche sugli animali. Non passa molto tempo prima che il gruppo venga attaccato dalle mostruose creature. Il gruppo dovrà fare i conti anche con i militari dato che sono arrivati sull'isola, chiusa al pubblico dopo gli avvenimenti del primo film, in clandestinità.

## Produzione
Il film fu prodotto da Cinetel Films e diretto da Jim Wynorski  (accreditato come Jay Andrews), girato ad Arcadia, a Los Angeles, in California, e a Kaua'i, Hawaii con un budget stimato in 450.000 dollari. Un titolo alternativo è Komodo vs. King Cobra. Michael Paré figura anche tra i produttori esecutivi. Wynorski interpreta in un cameo uno scienziato sull'isola.

## Distribuzione
Il film fu distribuito negli Stati Uniti nel 2005 dalla Lions Gate Films Home Entertainment in DVD e dalla Cinetel Films.
Alcune delle uscite internazionali sono state:
- negli Stati Uniti il 19 agosto 2005 (Komodo vs. Cobra)
- in Ungheria il 4 marzo 2009 (Szörnyek szigete)
- in Belgio il 12 giugno 2010
- nei Paesi Bassi il 12 giugno 2010
- in Francia il 20 luglio 2010 (Komodo versus Cobra, in DVD)
- in Germania  (Island of Beasts)
- in Spagna  (Komodo vs. Cobra)
- in Grecia  (Ston tropiko tou tromou)

## Promozione
La tagline è: "The Ultimate Battle." ("La battaglia finale.")

## Critica
Secondo Rudy Salvagnini (Dizionario dei film horror) il cobra gigantesco protagonista del film "riesce a essere appena un po' più convincente del komodo che digitale non lo è affatto". I principali difetti del film risiedono nella storia, che è così banale da risultare "sconcertante", dal ritmo, che si rivela "torpido", e dal livello qualitativo della recitazione, abbastanza modesto. Da tenere in considerazione anche il fattore delle munizioni infinite, delle pistole.

## Prequel
Komodo vs. Cobra è il seguito di La maledizione di Komodo (The Curse of the Komodo) del 2004.